# 엘블롱크강

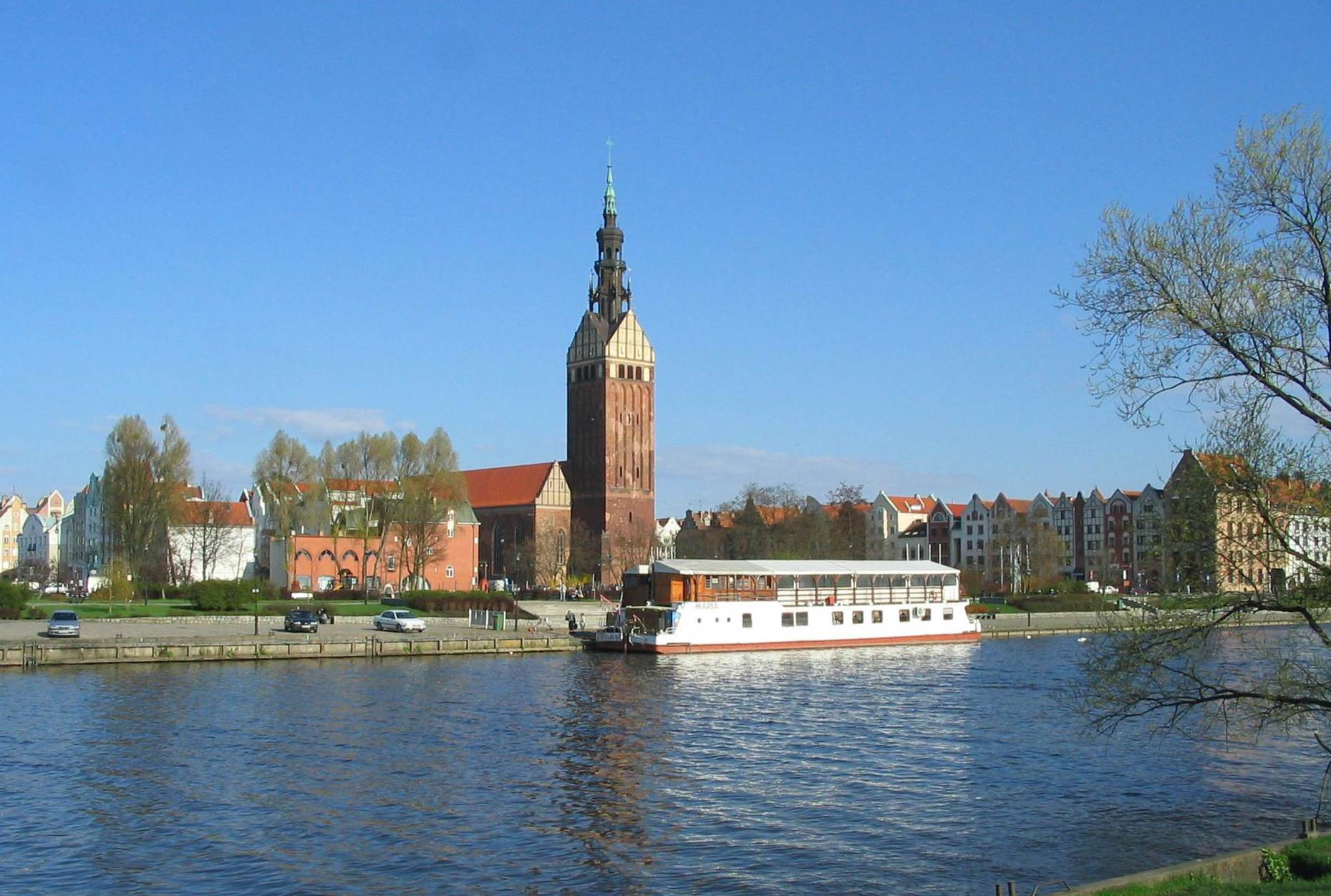
엘블롱크강

엘블롱크강(폴란드어: Elbląg)은 폴란드 북부의 강으로, 길이는 14.5-킬로미터 (9.0 mi)다. 드루즈노호와 비스툴라 석호를 연결한다. 동명의 도시인 엘블롱크도 이 강이 흐른다.